# Ángel Hidalgo Ibáñez
Ángel Hidalgo Ibáñez fue obispo de Jaca desde el 5 de octubre de 1950 hasta el 31 de enero de 1978. 
Ángel falleció en Logroño el 17 de marzo de 1984 a los 81 años.